# A War You Cannot Win
A War You Cannot Win — шестой студийный альбом американской метал-группы All That Remains. Альбом был выпущен 6 ноября 2012 лейблом звукозаписи Razor & Tie.
Альбом включает в себя песни в жанре melodic metalcore, а также metal песни, на которых одно пение.
Альбом был распродан тиражом в 25,000 копий за первую неделю после выхода в США, и занял 13-ю позицию в Billboard 200. В настоящее время альбом продан тиражом в 115,000 копий.

## Об альбоме
Альбом спродюсирован гитаристом Killswitch Engage Адамом Дуткиевичем, который и в прошлом продюсировал альбомы группы. Первым синглом с альбома вышла песня «Down Through the Ages». Впервые песня была опубликована на канале Филиппа в YouTube 13 августа 2012. «Stand Up» была выпущена как следующий сингл 27 августа. 26 октября был опубликован третий сингл альбома — «You Can’t Fill My Shadow».

## Музыкальный стиль
Барабанщик Джейсон Коста высказался об альбоме: «Это гитарный и очень мелодичный альбом. Я просто хочу сказать, что это „метал“; „металлический“ альбом. На альбоме очень тяжелые и быстрые треки, также есть пара мелодичных треков, подходящих для радио. Это типичные All That Remains, правда, мы усилили мелодичность».

## Список композиций
| №                   | Название                      | Автор(ы)                                    | Длительность |
| ------------------- | ----------------------------- | ------------------------------------------- | ------------ |
| 1.                  | «Down Through the Ages»       | Филипп Лэбонте                              | 3:31         |
| 2.                  | «You Can't Fill My Shadow»    | Лэбонте                                     | 3:33         |
| 3.                  | «Stand Up»                    | Джонни Эндрюс, Роб Грэйвс, All That Remains | 4:00         |
| 4.                  | «A Call to All Non-Believers» | Лэбонте                                     | 2:44         |
| 5.                  | «Asking Too Much»             | Грэйвс, All That Remains                    | 3:28         |
| 6.                  | «Intro»                       | Лэбонте                                     | 0:21         |
| 7.                  | «Just Moments in Time»        | Лэбонте                                     | 3:27         |
| 8.                  | «What If I Was Nothing»       | Грэйвс, All That Remains                    | 4:36         |
| 9.                  | «Sing for Liberty»            | Лэбонте                                     | 3:41         |
| 10.                 | «Not Fading»                  | Грэйвс, All That Remains                    | 3:34         |
| 11.                 | «Calculating Loneliness»      | Лэбонте                                     | 2:39         |
| 12.                 | «A War You Cannot Win»        | Грэйвс, All That Remains                    | 3:45         |
| Общая длительность: | Общая длительность:           | Общая длительность:                         | 39:26        |

| №                   | Название              | Длительность |
| ------------------- | --------------------- | ------------ |
| 13.                 | «Let Nothing Bind Me» | 3:03         |
| Общая длительность: | Общая длительность:   | 42:29        |

## Состав
- Филипп Лэбонте — вокал
- Оли Герберт — гитара
- Майк Мартин — ритм-гитара
- Джинн Сэган — бас-гитара, бэк-вокал
- Джейсон Коста — ударные